# Neurologie
Neurologia este o ramură specială a medicinii care se ocupă cu diagnosticul și tratamentul bolilor organice care afectează sistemul nervos central sau periferic. Structurile organice ce țin de domeniul neurologiei sunt - pe de o parte - creierul, măduva spinării (reprezintă sistemul nervos central), structurile înconjurătoare, precum și vasele sanguine care le hrănesc, - pe de altă parte - nervii cranieni, rădăcinile nervoase și ganglionii spinali, nervii periferici, după ieșirea din canalul spinal, inclusiv legăturile cu mușchii scheletici (reprezintă sistemul nervos periferic). Termenul de "Neurologie" a fost introdus de anatomistul englez Thomas Willis.

Sistemul nervos (diagramă). În roşu sistemul nervos central, în albastru sistemul nervos periferic

## Istoric
Primele indicații asupra unor încercări de tratamente "neurologice" rezultă din descoperirile arheologice". Aproximativ cu 10.000 de ani a.Chr. au fost efectuate trepanații craniene. Deschiderea cutiei craniene este singura dovadă a unei metode de tratament, pentru că modificările osoase se pot constata și după mii de ani. Întrucât s-au observat procese de regenerare osoasă, rezultă că mulți dintre "pacienții" trepanați au supraviețuit. O condiție a supraviețuirii era lăsarea intactă a durei mater. Cu privire la indicațiile unei asemenea intervenții se poate numai specula, de presupus sunt simptome neurologice ca durerile de cap, crizele epileptice sau aveau - probabil - o semnificație rituală.
Primele documente în care se descriu afecțiuni neurologice provin din Egiptul antic, în care, în jurul secolului al XIV-lea a.Chr., sunt menționate dureri de cap, crize epileptice
sau amețeli, paralizii sau hemoragii din nas sau urechi după fracturi ale craniului Se găsesc, de asemenea, descrieri anatomice ale creierului și ale structurilor înconjurătoare.
În antichitatea greacă, Pitagora și Anaxagora au atribuit pentru prima dată creierului facultatea gândirii și simțirii, socotindu-l sediul sufletului, și au descris legăturile dintre creier și nervi. Descrieri ale diverselor boli neurologice se găsesc în scrierile lui Hippocrate.
Deși Charles Bell scrisese deja în anul 1830 o substanțială monografie asupra sistemului nervos (The nervous system of the body), iar James Parkinson descrisese în 1817 semnele bolii care îi poartă numele, neurologia modernă își are originea în Franța, în a doua jumătate a secolului al XIX-lea. Guillaume Duchenne de Boulogne, Alfred Vulpian și mai ales Jean-Martin Charcot împreună cu elevii săi Joseph Babinski și Pierre Marie au contribuit la dezvoltarea neurologiei pe baze anatomo-clinice. În anul 1882 se înființează prima catedră de maladii nervoase la spitalul Salpêtrière în cadrul facultății de medicină din Paris, condusă de Charcot. Și neurologul român Gheorghe Marinescu, întemeietorul Școlii românești de neurologie, a fost elev al lui Charcot. În Marea Britanie a prevalat orientarea neurofiziologică prin lucrările lui Charles Sherrington. John Hughlings Jackson și Henry Head au adus contribuții importante în domeniul fiziopatologiei sistemului nervos. În Germania, neurologia s-a dezvoltat din medicina internă, devenind de sine stătătoare datorită în special activității unor personalități ca Max Nonne în Hamburg, Heinrich Romberg în Berlin și Wilhelm Erb în Heidelberg. În 1924, Hans Berger reușește să înregistreze grafic curenții electrici din creier, punând astfel bazele electroencefalografiei.

## Boli ale sistemului nervos central
Afecțiunile sistemului nervos central pot fi înnăscute (congenitale), dobândite în cursul vieții (inflamatorii, de origine vasculară, prin procesul de îmbătrânire, neoplastice, de natură traumatică etc.).

### Boli congenitale
Printre bolile congenitale există o mare varietate de cauze și manifestări (tulburări metabolice, aberații genetice, traumatisme perinatale etc.). Nou-născuții cu malformații grave ale creierului nu sunt de obicei viabili.

### Afecțiuni dobândite ale sistemului nervos central
- Boli vasculare: infarctul cerebral ischemic și hemoragiile cerebrale, ramolismentul medular ischemic.
- Bolile ganglionilor bazali: boala Parkinson
- Neoformații: Tumorile creierului și ale măduvei spinării.
- Boli convulsive: diversele forme de epilepsie.
- Bolile inflamatorii: infecțiunile bacteriene sau virale ale creierului (encefalite), măduvei spinării (mielite) sau învelișurilor lor (meningite), boli degenerativ-inflamatorii cauzate de prioni (de ex.: boala Creutzfeld-Jakob), encefalomielita mialgică.
- Boli demielinizante: scleroza multiplă.
- Boli degenerative primare sau eredo-degenerative: demențe primitive (de ex.: boala Alzheimer), boala Huntigton, sindromul Gilles de la Tourette, boli sistemice ale motoneuronului (de ex.: scleroza laterală amiotrofică), bolile degenerative ale cerebelului (ataxiile ereditare).
- Diverse tipuri de dureri de cap (cefalee), în primul rând migrena.
- Traumatisme cranio-cerebrale și vertebro-medulare.

## Boli ale sistemului nervos periferic
- Afecțiuni ale nervilor cranieni sau periferici: neuropatii, polineuropatii, nevralgii.
- Boli inflamatorii demielinizante: sindromul Guillain-Barré, polineuropatia cronică inflamatorie demielinizantă (PCID).
- Tumori ale nervilor: Neurome.
- Sindroame compresive: radiculopatii prin hernii ale discurilor intervertebrale (de ex.: sciatica vertebrală), sindromul de tunel carpal.
- Boli ale joncțiunii neuro-musculare: miastenia.
- Boli ale mușchilor scheletici (miopatii): distrofii musculare, miotonie, boli inflamatorii (miozite).
- Traumatisme ale nervillor

## Examenul neurologic
- Anamneza. Ca în toate celelalte specialități medicale, o anamneză completă și țintită joacă un rol primordial. Ea cuprinde istoricul bolii actuale, antecedentele personale și cele familiare.

- Semne meningeale. Se controlează flexibilitatea cefei. Se poate constata o rigiditate ("redoarea cefei", meningism), semn de iritație meningială (meningită, hemoragie). Alte semne zise "meningeale": Semnul Kernig, Semnul Brudzinski.

- Fundul de ochi. Se examinează oftalmoscopic fundul de ochi. Se poate constata o stază papilară, semn de hipertensiune intracraniană.

- Nervii cranieni. Fiecare din funcțiile celor 12 nervi cranieni se examinează în parte.

- Motricitatea. Se controlează forța diverselor grupuri musculare, motilitatea pasivă și activă a extremităților, precum și troficitatea musculară.

- Sensibilitatea. Există cinci tipuri de sensibilitate, care se examinează separat: simțul tactil (atingerea), presiunea, simțul pozițional, durearea și temperatura.

- Reflexe. Reflexele osteo-tendinoase sau "de întindere" (reflexe miotatice), de ex.: Reflexul rotulian, se examinează cu ciocanul de reflexe. În cazuri patologice pot fi exagerate, diminuate sau abolite. Reflexele cutanate (reflexe abdominale, cremasteriene) se examinează cu un ac, de preferință bont.

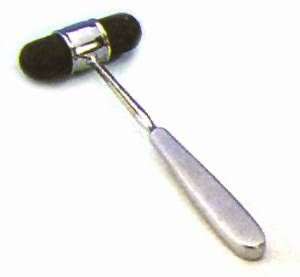
Ciocan de reflexe (aici tip Dejerine), semn distinctiv al unui neurolog

Semne zise "piramidale". Sunt reflexe patologice care se pot pune în evidență în cazul unei leziuni a fascicolului piramidal ("tractus cortico-spinalis"). Cel mai cunoscut este semnul Babinski: la excitarea marginii externe a plantei piciorului apare extensiunea halucelui). Alte semne piramidale: semnul Chaddock, semnul Oppenheim.
- Coordonarea. Se controlează echilibrul (stațiunea și mersul) și felul cum sunt executate mișcările extremităților. În cazuri patologice apar tulburări de coordonare (ataxie).

- Tonusul muscular. Prin mișcări pasive ale extremităților se pot constata diverse tipuri de tulburări de tonus muscular: spasticitate, rigiditate ("rigor"), fenomenul de "roată dințată", flexibilitate ceroasă, hipotonie.

- Examenul funcțiilor cognitive. Ce cercetează starea de conștiință (vigilitatea), atenția, memoria, precum și funcțiile vorbirii (în cazuri patologice se poate constata o afazie), mișcările automate și deliberate (patologic: apraxie), percepția și recunoașterea (patologic: agnozie vizuală, auditivă, "neglect", anozognozie etc.)

## Examene tehnice în neurologie
- Examenul lichidului cefalo-rahidian. Lichidul cefalo-rahidian (sau: cerebro-spinal) se obține prin rahicenteză, cel mai adesea prin puncție lombară, în cazuri speciale prin puncție sub-occipitală sau cisternală (metodă introdusă de neuropsihiatrul român Alexandru Obregia)
- Biopsie musculară în cazul bolilor neuro-musculare sau miopatii.
- Examene electro-fiziologice.

- Electroencefalografie (EEG)
- Electromiografie (EMG)
- Electroneurografie (ENG)
- Potențiale evocate
- Stimulare magnetică transcranială
- Doppler-Sonografie extra- și transcranială, "Duplex".
- Examene neuro-radiologice.

- Tomografie computerizată (CT)
- Rezonanță magnetică nucleară (MRT)
- Tomografie cu emisiune de positroni (PET)
- Tomografie computerizată cu emisiune de fotoni (SPECT)
- Rezonanță magnetică funcțională (fMRT)
- Magnetoencefalografie (MEG)
- Angiografie cerebrală
- Examene neuro-genetice.

## Principii terapeutice în neurologie
Neurologia a fost considerată mult timp ca o specialitate cu rezultate diagnostice precise, dar cu posibilități terapeutice limitate. Acest fapt s-a modificat în ultimele trei decenii în mod semnificativ. Multe afecțiuni neurologice beneficiază în prezent de un tratament eficace. Îmbunătățirea tratamentului bolnavilor cu accidente vasculare cerebrale se datorează - între altele - posibilității unei diferențieri între infarctul ischemic și hemoragie cu ajutorul mijloacelor de diagnostic neuro-radiologic. Pentru tratamentul pacienților cu boala Parkinson există o gamă largă de medicamente cu efecte favorabile. În cazul bolnavilor epileptici, prin administrarea unor preparate diferențiate pentru diverse tipuri de manifestare, se poate obține o sistare completă a crizelor. Bolile infecțioase ale sistemului nervos se pot vindeca în aproape toate cazurile, în situația unui diagnostic exact și precoce. Scleroza multiplă reprezintă încă o problemă crucială a neurologiei, neexistând încă posibilitatea unei vindecări, dar în anumite forme clinice aplicarea preparatelor pe bază de interferon poate ameliora în mod favorabil evoluția bolii. În cazul majorității bolilor degenerative ale sistemului nervos, malformațiilor sau bolilor neuro-musculare congenitale nu există până în prezent un tratament eficace.

## Relații cu alte specialități
Cele mai apropiate relații ale neurologiei sunt evident cu psihiatria. Separarea celor două discipline își are explicația în dezvoltarea lor istorică și este în mare parte menținută și în prezent din motive mai mult organizatorice, fără a avea o bază biologică. În fond domeniile ambelor specialități au ca obiect afecțiunile aceluiași organ, creierul. Cercetări din ultimii ani au demonstrat importanța mecanismelor neuro-chimice în dezvoltarea psihozelor ciclice și a schizofreniei. Multe boli "neurologice" au manifestări "psihiatrice", ca depresiunea apărută după un accident vascular cerebral, depresiunea și demența asociate cu boala Parkinson, tulburările cognitive din boala Alzheimer etc.
Neurochirurgia reprezintă o altă specialitate cu care neurologia întreține legături strânse, în diagnosticul și tratamentul tumorilor intracraniene și vertebro-medulare, traumatismelor cranio-cerebrale, hemoragiilor cerebrale etc.
Unele cazuri de infecții ale sistemului nervos și anexelor sale (encefalite, meningite) sunt tratate de cele mai multe ori în seviciile de boli infecțioase. Herniile de disc intervertebral (cervicale sau lombare) sunt prea adesea diagnosticate și tratate în servicii de ortopedie, un examen neurologic amănunțit este însă absolut necesar pentru a se putea constata deficite funcționale, care impun o cură chirurgicală. Contacte strânse există cu oftalmologia ("Neurooftalmologie") în domeniul patologiei mișcărilor globilor oculari, nervului optic și a căilor vizuale centrale.
În cele mai multe țări, medicii neurologi sunt specializați și în neurofiziologia clinică (EEG, EMG, ENG etc.), în unele țări (de ex.: Marea Britanie, Suedia), aceasta reprezintă o specialitate aparte.

## Neurologi celebri
- Théophile Alajouanine (1890-1980), Franța
- Alois Alzheimer (1864-1915), Germania
- Joseph Babinski (1857-1932), Franța
- Vladimir Mihailovici Bechterev (1857-1927), Rusia
- Hans Berger (1873-1941), Germania
- Ludo van Bogaert (1897-1988), Belgia
- William Russel Brain (1895-1966), Marea Britanie
- Paul Broca (1824-1880), Franța
- Jean Martin Charcot (1825-1893), Franța
- Hans Gerhard Creutzfeldt (1885-1964), Germania
- MacDonald Critchley (1900-1997), Marea Britanie
- Jules Joseph Dejerine (1849-1917), Franța
- Derek Denny-Brown Arhivat în 21 august 2007, la Wayback Machine. (1901-1981), Statele Unite
- Guilaume Duchenne de Boulogne (1806-1875), Franța
- Constantin von Economo (1876-1931), Austria
- Wilhelm Erb (1840-1921), Germania
- Otfrid Foerster (1873-1941), Germania
- Charles Foix (1882-1927), Franța
- Henri Gastaut (1915-1995), Franța
- William Richard Gowers, (1845-1915), Marea Britanie
- Georges Guillain (1876-1961), Franța
- Henry Head (1861-1940), Marea Britanie
- Gordon Morgan Holmes (1876-1965), Marea Britanie
- James Ramsay Hunt (1872-1937), Statele Unite
- John Hughlings Jackson (1834-1911), Marea Britanie
- Karl Kleist (1879-1961), Germania
- Seghei Sergheievici Korsakov (1954-1900), Rusia
- Jean Lehrmitte (1877-1959), Franța
- Pierre Marie (1853-1940), Franța
- Gheorghe Marinescu (1863-1938), România
- Giovanni Mingazzini Arhivat în 20 octombrie 2007, la Wayback Machine. (1859-1919), Italia
- Constantin von Monakow (1853-1930), Elveția
- Max Nonne (1861-1959), (1861-1959), Germania
- James Parkinson (1755-1824), Marea Britanie
- Wilder Graves Penfield (1891-1976), Canada
- Heinrich Romberg (1795-1873), Germania
- Grigorii Ivanovici Rossolimo (1860-1928), Rusia
- Adolf Wallenberg (1862-1949), Germania
- Julius Wagner-Jauregg (1857-1940), Austria
- Carl Wernicke (1848-1890), Germania
- Samuel Kinnier Wilson (1878-1937), Marea Britanie
- Klaus-Joachim Zülch (1910-1988), Germania

Neurologi români: Vezi Școala Românească de Neurologie